# Острово (гміна Крушвиця)
Острово (пол. Ostrowo) — село в Польщі, у гміні Крушвиця Іновроцлавського повіту Куявсько-Поморського воєводства.
Населення — 167 осіб (2011).
У 1975-1998 роках село належало до Бидгощського воєводства.

## Демографія
Демографічна структура станом на 31 березня 2011 року:
|          | Загалом | Допрацездатний вік | Працездатний вік | Постпрацездатний вік |
| -------- | ------- | ------------------ | ---------------- | -------------------- |
| Чоловіки | 80      | 15                 | 59               | 6                    |
| Жінки    | 87      | 19                 | 45               | 23                   |
| Разом    | 167     | 34                 | 104              | 29                   |